# Lizy Tagliani
Lizy Tagliani (Resistencia, Chaco; 12 de septiembre de 1970) es una actriz, comediante y conductora argentina. Desde 2015 forma parte del canal Telefe donde durante 2021 y 2022 condujo el programa Trato Hecho. En 2021 fue co-coconductora del programa radial Perros de la calle en Urbana Play FM junto a Andy Kusnetzoff.

## Biografía
Tagliani nació en la ciudad de Resistencia, capital de la provincia del Chaco. A los veinte días de nacida su familia se trasladó al partido de Almirante Brown, en la provincia de Buenos Aires, donde se instalaron primero en la ciudad de Burzaco, concretamente en el barrio San Miguel. Años más tarde se mudaron a la localidad adyacente de Adrogué. Siendo muy joven, comenzó a trabajar como peluquera para varias figuras del espectáculo argentino y a dar espectáculos en discotecas del under porteño. Comenzó a aparecer en televisión haciendo algunas participaciones humorísticas, por ejemplo en El Muro Infernal. Más tarde, poco a poco fue cobrando notoriedad en los medios de comunicación, y finalmente, logró hacerse conocida en 2014 al ser invitada por Mariana Antoniale para reemplazarla en el programa de telerrealidad Bailando por un sueño. Así fue sumándose a programas tanto radiales como televisivos en los que trabajó con importantes figuras como Susana Giménez, Marcelo Tinelli, Santiago del Moro, Marley o Verónica Lozano.
Ha desarrollado también una carrera como actriz de comedia en teatro y televisión.
En una entrevista de 2018, Lizy Tagliani explicó que, como mujer trans, podría haberse cambiado el nombre y el sexo que figuran en su DNI según la Ley de Identidad de Género de 2012, pero decidió no hacerlo.

«Si me dicen Edgardo Luis no me lastima. Yo aprendí a respetar al otro, pero dejame que mi vida y la historia la cuente yo. Vos te podés ver como vos te autopercibís, ¿Pero yo me tengo que ver como vos me autopercibís? No, dejame que yo tenga la posibilidad de decidir. Yo vengo de una generación donde era una marica con tetas. No tengo DNI y no lo quiero. Cuando recién salió no quería ser una bandera de un logro de alguien, yo decido.»
Lizy Tagliani, sobre su autopercepción.

Entre 2019 y 2020 fue conductora del programa El precio justo hasta que debieron suspenderlo en junio de 2020 por el avance de la Pandemia de COVID-19.
Entre 2020 y 2021, fue coconductora junto a Marley en el programa Por el mundo en casa y Minuto para ganar ambos emitidos por Telefe. Desde abril de 2021 conduce Trato Hecho también emitido por Telefe.
En 2023 se desempeña como conductora de la cuarta edición del programa de telerrealidad Got Talent Argentina, por la pantalla de Telefe.
Desde el 7 de abril de 2024 es coconductora del programa La Peña de Morfi, junto al conductor Diego Leuco, por la pantalla de Telefé.

### Vida personal
Reside en Hudson, partido de Berazategui, provincia de Buenos Aires. En 2023 se casó por registro civil con Jaime Sebastián Nebot, oriundo de la provincia de Mendoza, con quien mantenía una relación desde 2021.

## Filmografía

### Cine
| Año  | Título                | Papel      | Notas | Director      |
| ---- | --------------------- | ---------- | ----- | ------------- |
| 2016 | Me casé con un boludo | Ella misma | Cameo | Juan Taratuto |

### Televisión
| Programas de televisión y telerrealidad | Programas de televisión y telerrealidad | Programas de televisión y telerrealidad | Programas de televisión y telerrealidad        | Programas de televisión y telerrealidad |
| Año                                     | Título                                  | Rol                                     | Notas                                          | Canal                                   |
| --------------------------------------- | --------------------------------------- | --------------------------------------- | ---------------------------------------------- | --------------------------------------- |
| 2014                                    | Showmatch: Bailando 2014                | Reemplazo temporal de Mariana Antoniale |                                                | El trece                                |
| 2014                                    | Showmatch: Bailando 2014                | Participante                            | 17.ª eliminada                                 | El trece                                |
| 2015                                    | Showmatch: Bailando 2015                | Participante                            | 15.ª eliminada                                 | El trece                                |
| 2016                                    | Gran Hermano 2016: El debate            | Panelista                               |                                                | América TV                              |
| 2016                                    | Gran Hermano 2016: El debate Prime Time | Panelista                               |                                                | América TV                              |
| 2016                                    | Showmatch: Bailando 2016                | Participante                            | 10.ª eliminada                                 | El Trece                                |
| 2016                                    | Showmatch: Bailando 2016                | Reemplazo temporal de Carla Conte       |                                                | El Trece                                |
| 2017                                    | Peligro: Sin codificar                  | Humorista                               |                                                | Telefe                                  |
| 2017                                    | Susana Giménez                          | Lizy, la verdulera                      | Sketch: "La banana mágica"                     | Telefe                                  |
| 2017                                    | Showmatch: Bailando 2017                | Jurado de reemplazo                     | 2 programas                                    | El Trece                                |
| 2017-2018                               | ¿En qué mano está?                      | Humorista                               |                                                | Telefe                                  |
| 2017-2022                               | Por el mundo                            | Conductora invitada                     | Reiteradas veces                               | Telefe                                  |
| 2018                                    | Cortá por Lozano                        | Panelista Conductora de reemplazo       | 1 programa                                     | Telefe                                  |
| 2018                                    | Por el mundo: Mundial                   | Coconductora                            |                                                | Telefe                                  |
| 2018                                    | Pasado de Copas: [Drunk History]        | Narradora                               | Episodio: "El General, los caniches y La Diva" | Telefe                                  |
| 2018, 2022                              | La Peña de Morfi                        | Coconductora de reemplazo               | 2 programas                                    | Telefe                                  |
| 2019-2020                               | El precio justo                         | Conductora                              |                                                | Telefe                                  |
| 2019-2020                               | El precio justo, especial famosos       | Conductora                              |                                                | Telefe                                  |
| 2019                                    | Susana Giménez: Pequeños gigantes       | Jurado invitada                         | 3 programas                                    | Telefe                                  |
| 2019                                    | Premio Martín Fierro Digital 2019       | Conductora                              |                                                | Streaming de Infobae                    |
| 2020                                    | Divina comida                           | Anfitriona de la semana 1               | 3.º puesto                                     | Telefe                                  |
| 2020–2021                               | Por el mundo: en casa                   | Conductora invitada                     | Reiteradas veces                               | Telefe                                  |
| 2021                                    | Minuto para ganar                       | Coconductora                            |                                                | Telefe                                  |
| 2021–2022                               | Trato Hecho                             | Conductora                              |                                                | Telefe                                  |
| 2022                                    | ¿Quién es la máscara?                   | Investigadora                           | 4.º puesto                                     | Telefe                                  |
| 2023                                    | Got Talent Argentina                    | Conductora                              |                                                | Telefe                                  |
| 2024                                    | A la Barbarossa                         | Conductora                              |                                                | Telefe                                  |
| 2024-2025                               | La Peña de Morfi                        | Conductora                              |                                                | Telefe                                  |
| 2025                                    | Historias de reparación                 | Conductora                              |                                                |                                         |
| Ficciones                               |                                         |                                         |                                                |                                         |
| Año                                     | Título                                  | Personaje                               | Notas                                          | Canal                                   |
| 2017                                    | Quiero vivir a tu lado                  | Silvia Troncoso                         | Elenco principal                               | Canal 13                                |

### Videoclips
| Año  | Video       | Artista  |
| ---- | ----------- | -------- |
| 2014 | A su manera | Fer Gril |

### Teatro
- Mamá, quiero ser... (2014) - Buenos Aires.
- Casa fantasma (2015) - Villa Carlos Paz y Buenos Aires.
- La revolución del humor (2015) - Gira nacional.
- El show de Lizy (2016) - Villa Carlos Paz.
- Recargada (2016) - Gira nacional.
- Libérate (2017) - Mar del Plata.
- Mi vecina favorita (2018) - Mar del Plata y gira nacional.
- Lizy, una chica diferente (2019-2021) Buenos Aires y Villa Carlos Paz.
- Los Bonobos: El amor es ciego, sordo y mudo (2020, 2022-2023) - Buenos Aires.

### Radio
| Año           | Programa           | Radio           |
| ------------- | ------------------ | --------------- |
| 2014-2019     | El Club del Moro   | La 100          |
| 2021          | Perros de la calle | Urbana Play FM  |
| 2024          | Vitaminas de Rock  | Urbana Play FM  |
| 2024-presente | Arriba Bebé        | Pop Radio 101.5 |

## Premios y  nominaciones
| Lista de premios y nominaciones | Lista de premios y nominaciones | Lista de premios y nominaciones                 | Lista de premios y nominaciones                          | Lista de premios y nominaciones | Lista de premios y nominaciones | Lista de premios y nominaciones |
| Año                             | Organización                    | Categoría                                       | Trabajo nominado                                         | Resultado                       | Ref(s)                          |                                 |
| ------------------------------- | ------------------------------- | ----------------------------------------------- | -------------------------------------------------------- | ------------------------------- | ------------------------------- | ------------------------------- |
| 2015                            | Premios VOS                     | Mejor Humorista Femenina                        | Casa Fantasma                                            | Ganadora                        | [ 10 ]                          |                                 |
| 2015                            | Premios Carlos                  | Revelación Femenina de la Temporada             | Casa Fantasma                                            | Ganadora                        | [ 11 ]                          |                                 |
| 2015                            | Premios Estrella de Concert     | Revelación                                      | Casa Fantasma                                            | Ganadora                        | [ 12 ]                          |                                 |
| 2016                            | Premios VOS                     | Mejor Humorista Femenina                        | El Show de Lizy                                          | Ganadora                        | [ 13 ]                          |                                 |
| 2016                            | Premios Carlos                  | Mejor Labor Humorística Femenina                | El Show de Lizy                                          | Ganadora                        | [ 14 ]                          |                                 |
| 2016                            | Premios Estrella de Concert     | Mejor Humorista Femenina                        | El Show de Lizy                                          | Ganadora                        | [ 15 ]                          |                                 |
| 2017                            | Premios Estrella de Mar         | Mejor Labor Cómica Femenina                     | Lizy Tagliani, Libérate                                  | Ganadora                        | [ 16 ]                          |                                 |
| 2018                            | Premios Estrella de Mar         | Mejor Actuación Protagónica Femenina de Comedia | Mi vecina favorita                                       | Nominada                        | [ 17 ]                          |                                 |
| 2018                            | Premios Martín Fierro           | Mejor Labor humorística                         | ¿En qué mano está?/Peligro: Sin codificar/Susana Giménez | Ganadora                        | [ 18 ]                          |                                 |
| 2018                            | Premios Martín Fierro de Radio  | Mejor Labor humorística                         | El club del Moro                                         | Ganadora                        | [ 19 ]                          |                                 |